# De lege ferenda
De lege ferenda (podle budoucího zákona) označuje představy o právu, jaké by mělo do budoucna být, co by jako zákon mělo platit. Současné platné právo (de lege lata) je nějak hodnoceno a na základě toho se uvažuje, jak ho změnit. 
Výraz se objevuje především v odborné právnické literatuře, případně jako označení jedné ze součástí právního vědomí.